# Víctor Guajardo
Víctor Emmanuel Guajardo Valdés (Monterrey, Nuevo León, México, 30 de agosto de 1990). Es un futbolista profesional mexicano que se desenvuelve en la Poscision de Delantero en el Pumas Morelos de Expacion MX.

## Trayectoria
Estuvo a prueba desde las categorías inferiores de Morelia donde comenzó su carrera profesional.
Lo debutó Tomás Boy en el Apertura 2010, entró al minuto 79 por Rafael Márquez Lugo enfrentando a Club de Fútbol Atlante en Cancún.
Pasó por la división de ascenso alternando con Neza FC, para retornar en primera como refuerzo de Querétaro FC, para después estar por seis meses con Atlético San Luis, actualmente está en su retorno a su club de origen.
Campeón de la SuperCopa MX con Monarcas Morelia.

## Clubes
| Club                   | País   | Año         |
| ---------------------- | ------ | ----------- |
| Monarcas Morelia       | México | 2010 - 2011 |
| Neza FC                | México | 2011 - 2012 |
| Atlético San Luis      | México | 2013        |
| Querétaro Fútbol Club  | México | 2013        |
| Monarcas Morelia       | México | 2014 - 2015 |
| Correcaminos de la UAT | México | 2015        |
| Coras de Tepic         | México | 2016        |
| Club Zacatepec         | México | 2016 - 2017 |
| Cimarrones de Sonora   | México | 2017 - 2018 |
| Venados FC             | México | 2018        |
| Tampico Madero FC      | México | 2019        |
| Cimarrones de Sonora   | México | 2019 - 2021 |
| Tepatitlán FC          | México | 2021        |
| Pumas Tabasco          | México | 2022-Act    |

## Palmarés

### Campeonatos nacionales
| Título       | Club             | País   | Año  |
| ------------ | ---------------- | ------ | ---- |
| SuperCopa MX | Monarcas Morelia | México | 2014 |